# Julia Codesido

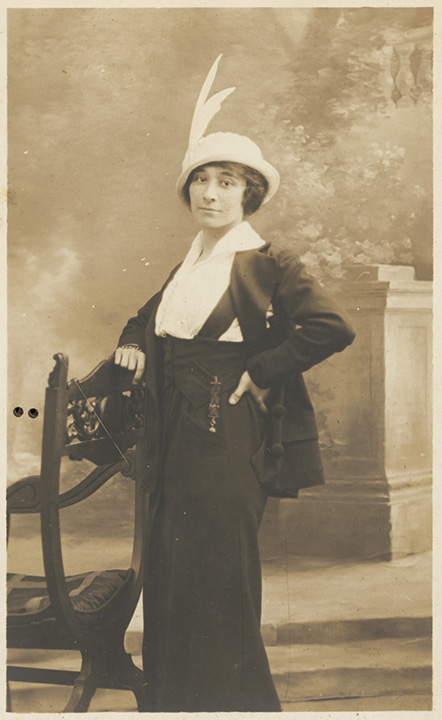
Julia Codesido in Lausanne (1913)

Julia Manuela Codesido Estenós (geboren 5. August 1883 in Lima; gestorben 8. Mai 1979 ebenda) war eine peruanische Malerin und Professorin. Sie war eine der bedeutendsten Persönlichkeiten der peruanischen Bewegung der bildenden Kunst, die als Indigenismo bezeichnet wird.

## Leben und Herkunft
Julia Codesido wurde am 5. August 1883 in Lima geboren und war die Tochter des Juristen und Diplomaten Bernardino Codesido Oyaque und von Matilde Estenós Carreño. Ihre Kindheit verbrachte sie zusammen mit ihrer älteren Schwester Matilde und ihrem jüngeren Bruder Bernardino José. Im Zentrum von Lima besuchte sie bis 1899 das Colegio San Pedro.
Im Alter von siebzehn Jahren reiste Julia Codesido mit ihrer Familie nach Europa, wo sie die Schweiz, Spanien, England und Frankreich besuchte; die letzten beiden Länder besuchten sie aufgrund der Ernennung ihres Vaters zum Konsul von Peru. Während ihres Aufenthalts in Europa, der mit der so genannten Belle Époque zusammenfiel, entdeckte Julia Codesido erstmals ihre Neigung zur Kunst. Nach ihrer Rückkehr in die Heimat machte sie ihre ersten formalen künstlerischen Erfahrungen in der Werkstatt des peruanischen Malers, Kunstkritikers und Fotografen des Impressionismus Teófilo Castillo in der Quinta Heeren in Lima, wo sie drei Monate lang als Lehrling blieb.
1919 ging sie an die Nationale autonome Oberschule für bildende Künste von Peru (spanisch Escuela Nacional Superior Autónoma de Bellas Artes) (ENSABAP) in die Werkstatt von Daniel Hernández, und 1922 bat sie um eine Versetzung in die Werkstatt von José Sabogal, der 1920 zum Assistenzprofessor für Malerei ernannt worden war. Nach ihrem Eintritt in die Escuela Nacional de Bellas Artes (ENBA) (deutsch Nationale Schule der Schönen Künste) bildete Julia Codesido zusammen mit Teresa Carvallo, Elena Izcue (Malerei), Carmen Saco (Bildhauerei) und Beatriz Neumann (künstlerische Fotografie) ein Quintett, das den künstlerischen Aufbruch der ersten Frauen repräsentierte, die der entstehenden Nationalen Schule der Schönen Künste beitraten.
In den 1920er Jahren war Codesido eine der führenden Vertreterinnen der indigenen Malerei und eine der wenigen Frauen, die an der Nationalen Autonomen Hochschule für Bildende Künste in Peru eingeschrieben waren.

## Kunst
Nach Abschluss ihres Studiums im Jahr 1924 hatte sie 1929 ihre erste Einzelausstellung im Saal der Nationalen Musikakademie von Alcedo. Julia Codesido wurde als Künstlerin mit einer „Vorliebe für das Volkstümliche“ beschrieben. So zeichnete sie sich durch ihren künstlerischen Charakter und ihre Fähigkeit aus, Farbe und Design in ihrem ausdrucksstarken Stil zu kombinieren. Zwei Jahre später stellte sie ihre Werke an der Universität San Marcos in Lima, Peru, aus. 1931 wurde sie zur Professorin für Zeichnen und Malerei an der Nationalen Schule der Schönen Künste von Peru ernannt, nachdem sie zuvor Assistentin von Sabogal gewesen war. Um 1935 ging sie nach Mexiko, wo sie in der Galerie der Ausstellungen des Palacio de Bellas Artes (deutsch Palast der Schönen Künste) ausstellte, die von David Alfaro Siqueiros präsentiert wurde.
1936 hatte sie ihre erste Präsentation in den Vereinigten Staaten in den Delphic Studios von Alma Reed in New York City. Codesidos Gemälde Der Markt (La Feria) und Das Dreschen in den Anden (La trill de los andes) waren Teil dieser Ausstellung.
Im Jahr 1943 stellte Codesido in der Lateinamerikanischen Sammlung des Museum of Modern Art aus.
Codesido kehrte 1953 nach Paris zurück, wo sie im Petit Palais zusammen mit der bolivianischen Künstlerin Marina Núñez del Prado und der brasilianischen Bildhauerin Irene Arnau ausstellte. Die Künstlerin nahm auch an zahlreichen Gruppen- und Einzelausstellungen teil. Im Jahr 1959 stellte sie erneut im Museum of Modern Art aus.
Codesidos expressionistischer Stil, ihre Verwendung von Farbe und Design sowie der starke Einfluss der indigenen peruanischen Kultur in ihren Werken trugen dazu bei, dass sie sich von anderen Künstlern abhob. Ihre perspektivische Herangehensweise und ihr ausgeprägter Sinn für Farbe führten dazu, dass ihre Kunst von Künstlerkollegen als „dekorativ“ beschrieben wurde. Codesidos Forschung und ihr Interesse an der indigenen Kultur Perus in ihrer Kunst nahm in späteren Jahren einen modernen Ansatz an, als sie sich der Abstraktion zuwandte.
Im Jahr 1946 wurde sie zum Mitglied des peruanischen Kunstinstituts ernannt, dessen Hauptaufgabe darin bestand, die Museumssammlung der Volkskunst und des Kunsthandwerks des heute bekannten Nationalmuseums der peruanischen Kultur zu bilden, das auf Initiative von Luis E. Valcárcel gegründet wurde.
Bis zu ihrem Tod am 8. Mai 1979 widmete sich Julia Codesido viele Jahre lang der Erforschung der Wurzeln der peruanischen Kultur, die durch verschiedene individuelle und kollektive Sammlungen in Peru und im Ausland nuanciert wurden.

## Plastische Arbeiten
Die plastischen Arbeiten von Julia Codesido lassen sich in drei Phasen zusammenfassen. Die erste umfasst die Jahre 1919 bis 1924 und beinhaltet eine akademische Ausbildung an der Nationalen Schule der Schönen Künste unter der Leitung von Daniel Hernández. Die Ankunft von José Sabogal an der Schule der Schönen Künste im Jahr 1920 beeinflusste ihren Stil und 1925 geben die Autoren als den Beginn ihrer zweiten peruanischen Phase an, die „Indigenista“ genannt wird. In dieser Periode ist der Einfluss von Sabogal sowohl in thematischer als auch in technischer Hinsicht unbestreitbar.
Durch ihre Reise nach Mexiko, wo sie 1935 in der Ausstellungsgalerie des Palacio de Bellas Artes ausstellte, entwickelte sich ihre Malerei weiter, da sie den Einfluss der mexikanischen Wandmalerei aufnahm.
Julia Codesidos Werk hob sich von der Gruppe der „Indigenisten“ ab, weil sie eine Künstlerin war, die sich über den Trend hinwegsetzte, da ihre Malerei nicht nur äußere Einflüsse wie die mexikanische oder europäische Wandmalerei aufnahm, sondern sie assimilierte und überarbeitete, wodurch sie ein Gemälde mit eigenen Merkmalen erhielt. Diese Periode wird als dritte Phase bezeichnet, die sich von 1945 bis zu ihren letzten Tagen erstreckt.

## Werke in öffentlich Sammlungen (Auswahl)
Lima Art Museum
- 1926: Porträt von José Carlos Mariátegui (Öl auf Leinwand; 50,5 × 60,5 cm)
- 1932: India Huanca (Öl auf Leinwand; 120 × 95 cm)
- 1949: Jungle Women (Öl auf Leinwand; 80 × 63 cm)

Centre Pompidou (Paris):
- 1931: Indias Huanca (Öl auf Leinwand; 106 × 116 cm)[15]

Museum of the Universität San Marcos  (Lima)
- ca. 1950: Storm (Öl auf Leinwand)
- Indian. Lithografie
- Market. Lithografie

## Auszeichnungen und Ehrungen
Julia Codesido wurde 1976 mit dem peruanischen Nationalpreis für Kultur (spanisch Premio Nacional de Cultura) ausgezeichnet.